# Euriàlides
Els euriàlides (Euryalida) són un ordre d'ofiuroïdeus. Són grans estrelles de mar fràgils, planctonívores, d'aigües profundes i fredes.

## Característiques
Aquest ordre consisteix principalment en grans estrelles trencadisses que mengen plàncton, amb grans braços allargats i sovint ramificats, que permeten filtrar l'aigua de mar capturant el plàncton, una mica com els seus cosins els crinoïdeus. Viuen sovint empaquetats en una bola durant el dia i estenen els braços a la nit per alimentar-se; no obstant això, moltes espècies són abissals i desconeixen aquestes variacions. De fet, aquests animals viuen sovint en aigües fredes o molt profundes, protegides dels depredadors als quals el seu mètode d'alimentació els exposaria.

## Taxonomia
L'odre Euryalida inclou 193 espècies en tres famílies:
- Família Asteronychidae Ljungman, 1867
- Família Euryalidae Gray, 1840
- Família Gorgonocephalidae Ljungman, 1867

## Galeria

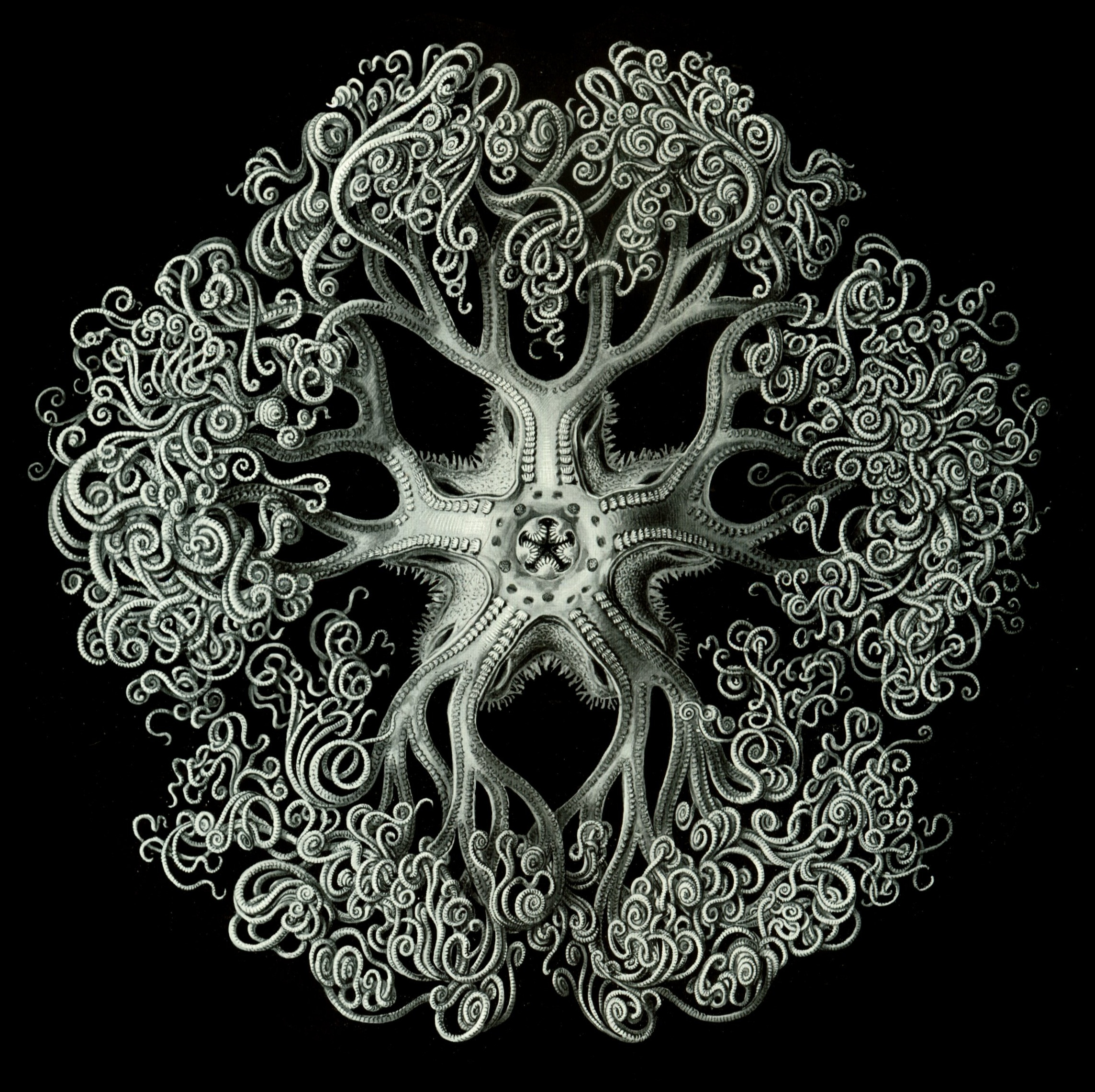
Un Gorgonocephalus replegat (dibuix d'Ernst Haeckel (1904).
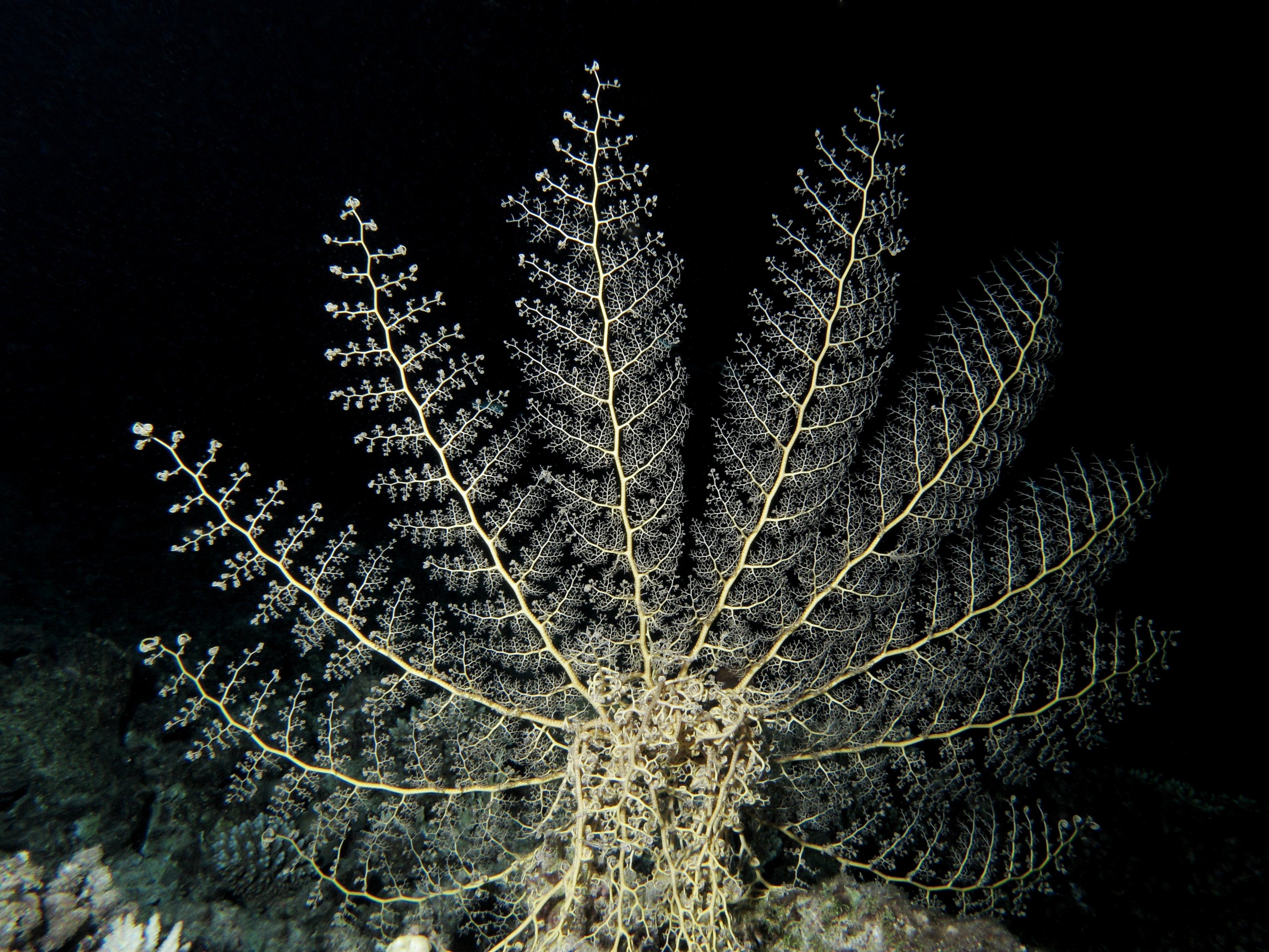
Une Gorgonocephalidae alimentant-se de nit al Mar Roig.
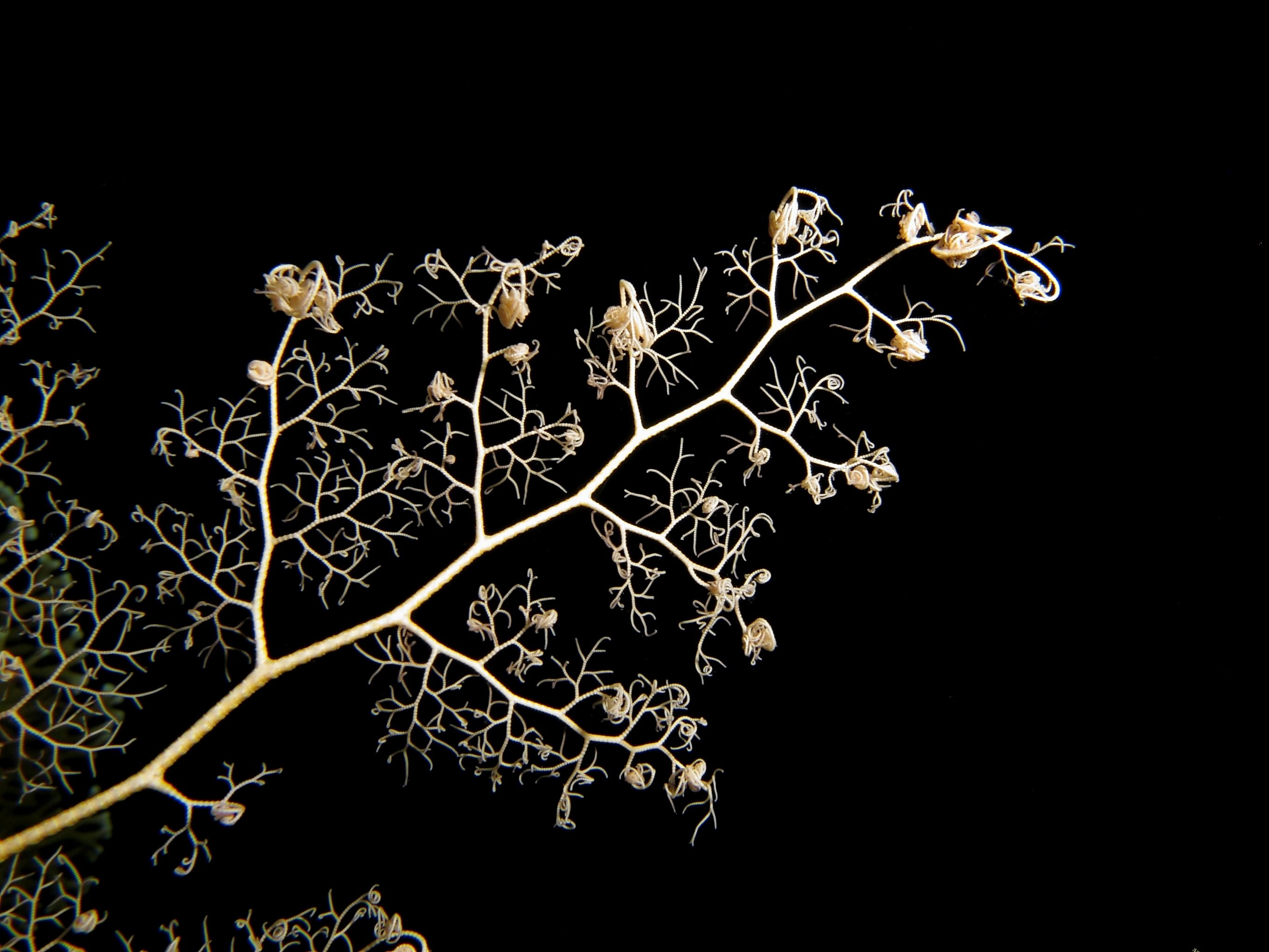
Primer pla d'un braç de Gorgonocephalidae.
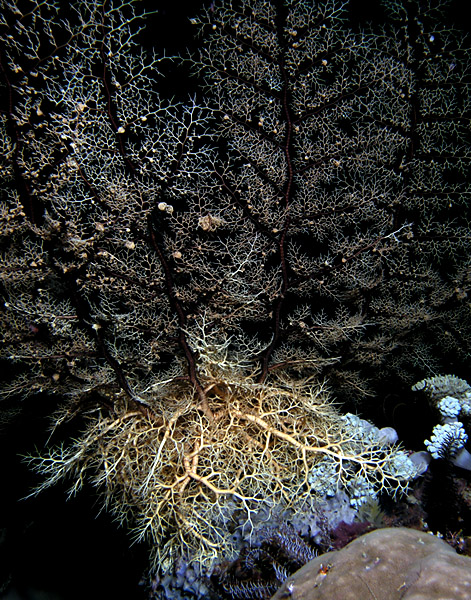
Astroboa granulatus
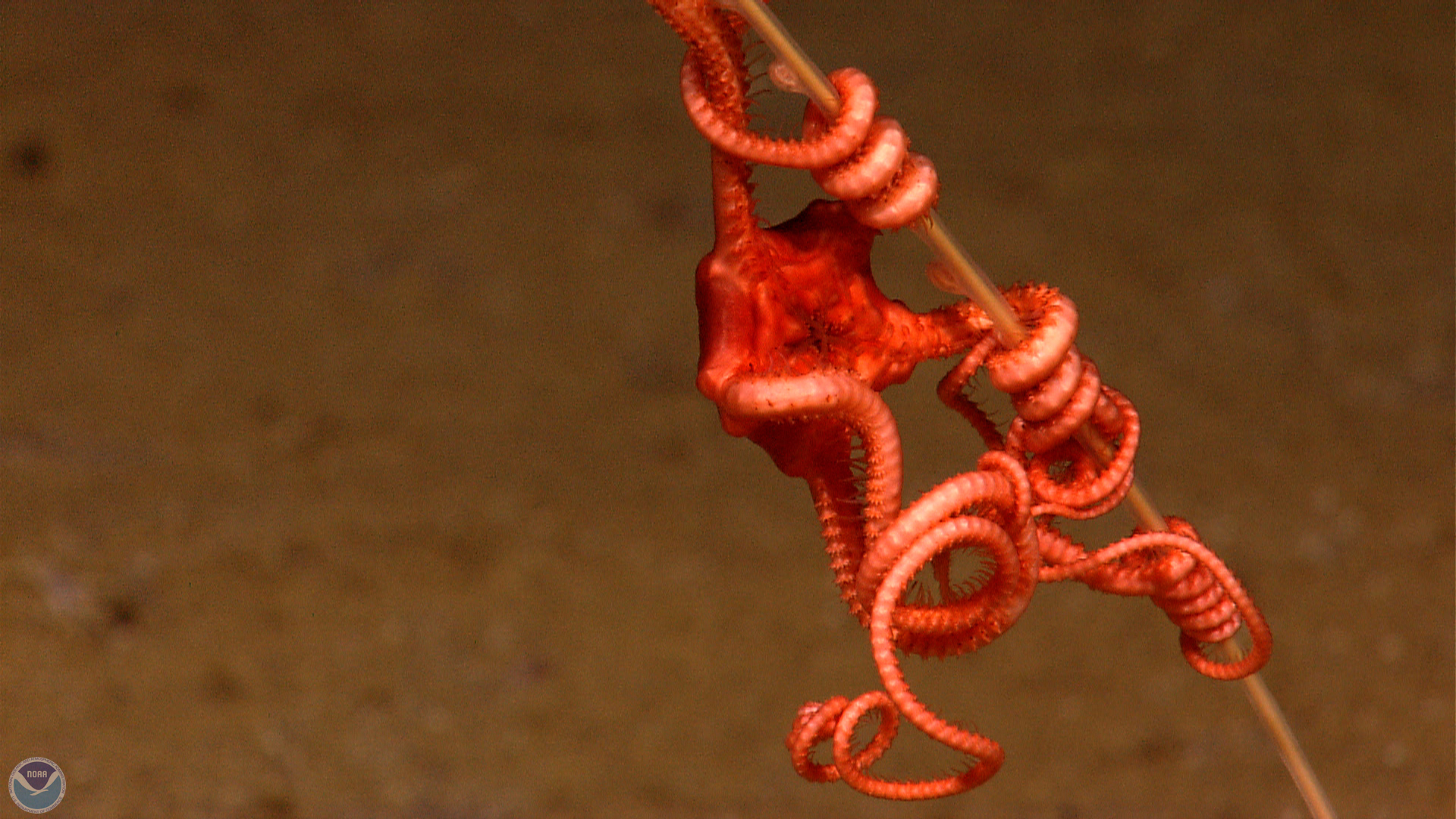
Un Euryalida abissal de braços simples.